# ウィリス・シーヴァー・アダムス
ウィリス・シーヴァー・アダムス（Willis Seaver Adams、1842年7月19日 - 1921年1月8日）は、アメリカ合衆国の画家である。「トーナリズム」と呼ばれるアメリカの風景画のスタイルの画家の一人とされる。

## 略歴
コネチカット州サフィールド(Suffield)で生まれた。父親は農夫であり、酒場も経営していた。1857年から1862年の間、時折サフィールドの学校に通った。絵を描くのが好きで、教科書は様々なスケッチを埋められたとされる。ドラッグストアで働いていて知り合った裕福な地元の医師に、後援されるようになり、1868年にベルギー、アントウェルペンのアントウェルペン王立芸術学院に留学する費用を出してもらい留学したが、スポンサーはほどなく亡くなり、留学を中断し、マサチューセッツ州スプリングフィールドに戻り、写真家のスタジオで働いた。
30歳を超えた1876年に、クリーブランドを休暇で訪れた後、そこに住み着き、画家のオットー・ヘンリー・バッチャー（1856-1909）やシオン・ロングリー・ウェンバン（Sion Longley Wenban: 1848-1897）といった画家と知り合い、クリーブランド・アート・クラブやクリーブランド美術アカデミーのメンバーになった。後にアメリカ大統領になる弁護士のラザフォード・ヘイズの肖像画も描き、田園地帯の風景を描くようになった。
1878年にバッチャーとドイツに渡り、ミュンヘン美術院に入学し、ウェンバンに紹介されて、ミュンヘンで活動していたアメリカ人画家のフランク・ドゥフェネク（1848-1919）からも学んだ。ドゥフェネクらとイタリアを旅し、ヴェネツィアではジェームズ・マクニール・ホイッスラー（1834-1903）とも知り合い、そのスタイルに影響を受けた。
イタリアなどで3年間過ごした後、アメリカに戻り、再びスプリングフィールドにスタジオを設立した。スプリングフィールド美術協会（後のSpringfield Museum of Art）の美術教師として働いた。
1906年にマサチューセッツ州グリーンフィールドに移り、1921年にグリーンフィールドで亡くなった。

## 作品

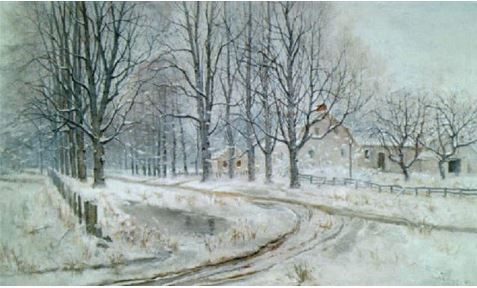
サフィールドのフェザー通り(1896)
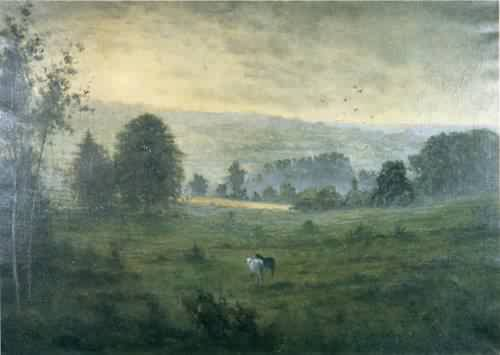
サフィールドの川の風景(1900年代)
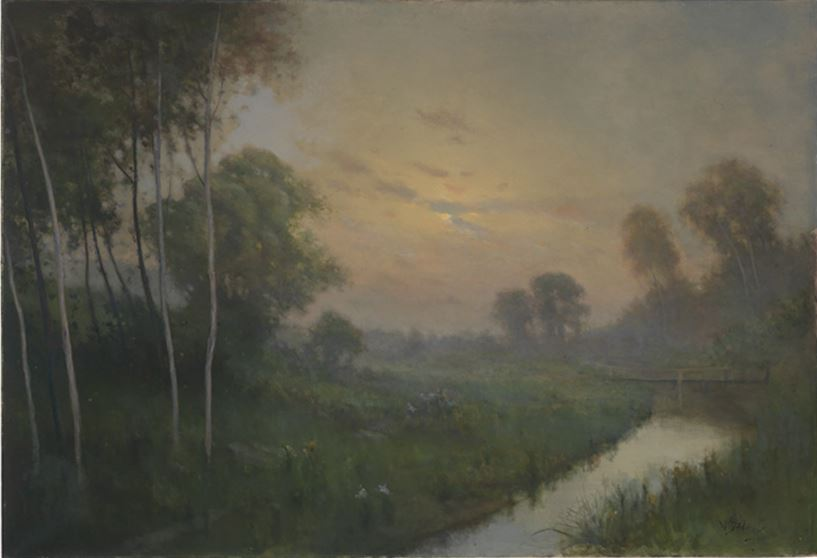
風景画(1914)